# Dusponera semifalcata
Dusponera semifalcata là một loài bướm đêm trong họ Noctuidae.